# Carmen Romo Sepúlveda
Carmen Romo Sepúlveda là thị trưởng của Quilicura, Región Metropolitana, Chile, một vùng ngoại ô rộng lớn và nhộn nhịp có hơn 126.000  người dân ở khu vực đô thị Santiago de Chile kể từ năm 1992. là thị trưởng của Quilicura trong bốn thời kỳ liên tiếp.